# Староковрайська сільська рада
Староковра́йська сільська́ ра́да — адміністративно-територіальна одиниця та орган місцевого самоврядування в Чорнобаївському районі Черкаської області. Адміністративний центр — село Старий Коврай.

## Загальні відомості
- Населення ради: 1 350 осіб (станом на 2001 рік)

## Населені пункти
Сільській раді підпорядковані населені пункти:
- с. Старий Коврай
- с-ще Мирне

## Склад ради
Рада складається з 16 депутатів та голови.
- Голова ради: Фокіна Тамара Іванівна

### Керівний склад попередніх скликань
| Прізвище, ім'я, по батькові | Основні відомості                                                                                  | Дата обрання | Дата звільнення |
| --------------------------- | -------------------------------------------------------------------------------------------------- | ------------ | --------------- |
| Литвин Григорій Миколайович | Сільський голова, 1958 року народження, безпартійний                                               | 26.03.2006   | 01.03.2007      |
| Братік Віктор Григорович    | Сільський голова, 1969 року народження, освіта вища, член Всеукраїнського об'єднання «Батьківщина» | 29.07.2007   | 31.10.2010      |
| Братік Віктор Григорович    | Сільський голова, 1969 року народження, освіта вища, безпартійний                                  | 31.10.2010   | 14.12.2013      |
| Фокіна Тамара Іванівна      | Сільський голова, 1969 року народження, освіта вища, член Партії регіонів                          | 15.12.2013   |                 |

Примітка: таблиця складена за даними сайту Верховної Ради України

### Депутати
За результатами місцевих виборів 2010 року депутатами ради стали:

#### За суб'єктами висування
| Суб'єкт висування | Кількість обраних депутатів | %   |
| ----------------- | --------------------------- | --- |
| Самовисування     | 16                          | 100 |

#### За округами
| № округу | Прізвище, ім'я, по батькові   | Дата визнання обраним | Освіта             | Партійна приналежність             | Відомості про обраного депутата                          |
| -------- | ----------------------------- | --------------------- | ------------------ | ---------------------------------- | -------------------------------------------------------- |
| 1        | Кремінська Надія Антонівна    | 16.12.2013            | середня спеціальна | член Партії регіонів               | тимчасово не працює                                      |
| 2        | Фокіна Тамара Іванівна        | 03.11.2010            | вища               | позапартійна                       | Староковрайська сільська рада, секретар сільської ради   |
| 3        | Давиденко Степан Іванович     | 03.11.2010            | середня спеціальна | позапартійний                      | СТОВ «Старий Коврай», завідувач гаражу                   |
| 4        | Давиденко Віктор Васильович   | 03.11.2010            | вища               | позапартійний                      | Староковрайська загальноосвітня школа І-ІІІ ст., вчитель |
| 5        | Юхно Володимир Володимирович  | 03.11.2010            | вища               | позапартійний                      | Староковрайська загальноосвітня школа І-ІІІ ст., вчитель |
| 6        | Мироненко Віра Григорівна     | 16.12.2013            | вища               | член Партії регіонів               | СТОВ «Старий Коврай», племобліковець                     |
| 7        | Родовіков Володимир Іванович  | 16.12.2013            | вища               | член Партії регіонів               | Староковрайська ЗОШ I–III ст., директор                  |
| 8        | Литвин Надія Олексіївна       | 03.11.2010            | вища               | позапартійна                       | Староковрайська сільська бібліотека, бібліотекар         |
| 9        | Танцюра Сергій Миколайович    | 03.11.2010            | вища               | позапартійний                      | Староковрайська сільська рада, спеціаліст-землевпорядник |
| 10       | Харсун Валентина Іванівна     | 03.11.2010            | середня спеціальна | член Партії регіонів               | СТОВ «Старий Коврай», бухгалтер                          |
| 11       | Герасименко Лариса Миколаївна | 03.11.2010            | середня            | член Партії регіонів               | Староковрайська сільська рада, касир-рахівник            |
| 12       | Душка Петро Петрович          | 03.11.2010            | середня спеціальна | позапартійний                      | СТОВ «Старий Коврай», старший робітник                   |
| 13       | Ганьба Наталія Миколаївна     | 03.11.2010            | середня            | член Соціалістичної партії України | Жовтнева сільська бібліотека, бібліотекар                |
| 14       | Хоменко Надія Іванівна        | 03.11.2010            | середня спеціальна | позапартійна                       | СТОВ «Старий Коврай», бригадир тракторної бригади № 2    |
| 15       | Халюк Сергій Вікторович       | 03.11.2010            | середня спеціальна | позапартійний                      | тимчасово не працює                                      |
| 16       | Калініченко Петро Антонович   | 03.11.2010            | середня спеціальна | позапартійний                      | СТОВ «Старий Коврай», робітник                           |